# Гладышево (Москва)
Гладышево — бывшая деревня на западе от Москвы, территория которой вошла в состав города Москвы в 1960 году, находилась в районе домов 68-62 по правую сторону и 33-21 по левую сторону современной Мосфильмовской улицы, жилого района Раменки Западного административного округа города Москвы. Соседствовала с другими подмосковными деревнями — Раменками, Воробьёвом, Троицким-Голенищевом, Каменной Плотиной, Потылихой.

## История
По данным писцовой книги XVII века «деревня Гладышева, близ пруда на Раменке» (с 9 дворами, где числилось 9 крестьян), «тянула» (то есть экономически тяготела) к селу Троицкому-Голенищеву, принадлежавшему патриарху Филарету.
К началу XX в. в деревне Гладышево насчитывалось 274 человека.
В 1960 году Гладышево вошло в состав Москвы и стало районом массовой жилой застройки.